# آلبانی
آلبانی (به آلبانیایی: Shqipërisë) با نام رسمی جمهوری آلبانی (به آلبانیایی: Republika e Shqipërisë) کشوری در شبه‌جزیره بالکان واقع در جنوب شرقی اروپا است. این کشور از شمال با مونته‌نگرو و صربستان و از شرق با مقدونیه شمالی و یونان مرز مشترک دارد. آلبانی جزو کشورهای ناحیه مدیترانه هم محسوب می‌شود و در شمال دریای یونان و غرب دریای اژه قرار دارد. آلبانی با ۲۸٬۷۴۸ کیلومتر مربع مساحت، ۱۴۴مین کشور وسیع جهان است. آلبانی با ۲٬۸۷۷٬۷۹۷ نفر جمعیت، ۱۳۶مین کشور پرجمعیت جهان است. پایتخت و بزرگ‌ترین شهر این کشور تیرانا و جمعیت آن ۳۷۴٬۸۰۱ نفر است. زبان رسمی این کشور آلبانیایی است. مردم آلبانی از ریشه قوم ایلیری از اقوام هندواروپایی هستند. آلبانی تحت سلطه امپراتوری‌های مقدونیه، روم، بیزانس و عثمانی بود. آلبانی وارث تمدن ایلیریان باستان، پس از سده‌ها عقب‌ماندگی تحت حاکمان مختلف طی سده‌ها، پیشرفت اقتصادی، اجتماعی و فرهنگی قابل توجهی داشته است. آلبانی در ۲۸ نوامبر ۱۹۱۲ توسط مبارزات اسکندربیگ و اسماعیل کمالی استقلال خود را از امپراتوری عثمانی به‌دست گرفت. اَنوَر خوجه با تشکیل جمهوری سوسیالیستی خلق آلبانی، ۵۰ سال حاکمیت کمونیسم بر کشور آلبانی را بنیان گذاشت تا اینکه با سقوط کمونیسم در سال ۱۹۹۰ این کشور استقلال خود را مجدداً به‌دست‌آورد و نظام آن به جمهوری پارلمانی تغییر کرد. واحد پول این کشور لِک نام دارد و اقتصاد آن در حالت گذار به بازار آزاد است.
اصلاحات بازار آزاد، باعث شده تا اقتصاد این کشور به‌ویژه در بخش‌های انرژی و زیرساخت‌های ترابری، به روی سرمایه‌گذاری خارجی باز شود. اقتصاد آلبانی بیشتر در زمینه کشاورزی و صادرات کروم است. در حدود یک‌سوم این کشور جنگلی است و آلبانی از نظر گونه‌های گیاهی کشوری غنی است. یکی از مهم‌ترین محصولات اقتصادی در این کشور گندم است که وارد بخش‌های صادراتی شده است و کشور آلبانی از نظر تولید محصولات کشاورزی به خصوص گندم به خودکفایی رسیده است. در این کشور تولید کرومیت نیز دیده می‌شود.
آلبانی دارای یک نظام پارلمانی است. ایلیر متا رئیس‌جمهور و ادی راما نخست‌وزیر کشور آلبانی است. آلبانی سعی کرده تا حفظ ثبات منطقه‌ای، حمایت از استقلال کوزوو و حل اختلافات سیاسی در بالکان باشد. در همین حال، آلبانی از پیشرفت و توسعه گردشگری برخوردار است. همچنین ۲۵ مکان نگهداری محیط زیست در جهان را در اختیار دارد. از سال ۲۰۰۹، آلبانی از اعضای ناتو و تنها عضو سازمان همکاری اسلامی در اروپا می‌باشد. آلبانی از ژانویه ۲۰۰۳ در فهرست نامزدهای احتمالی پیوستن به اتحادیه اروپا قرار داشته و به‌طور رسمی در ۲۸ آوریل ۲۰۰۹ برای عضویت در این اتحادیه درخواست داده است. همچنین از تاریخ ۱۴ دسامبر ۱۹۵۵ در سازمان ملل متحد عضو است.

## ریشه‌شناسی
سرزمین آلبانی در سده‌های پیش از میلاد بخشی از سرزمین پهناوری به نام ایلیریا بوده است که نام آن برگرفته از نام قبیله ایلیریا از تیره‌های هندواروپایی است که به سمت شرق شبه‌جزیره بالکان کوچ کرده بودند.
نام بومی این کشور در خود زبان آلبانیایی‌ها، اِشچیپِری (Shqipëria) است ولی به صورت بین‌المللی این کشور با نام آلبانی شناخته شده است. واژه آلبانی احتمالاً از زمان پیش از دوره کلت‌ها بجا مانده و به معنی سرزمین تپه‌ها است. ریشه آلب در این نام با نام کوهستان آلپ هم‌ریشه است. نظر دیگری نیز هست که این نام را با واژه هندواروپایی آلب به معنای سپید هم‌ریشه می‌داند. نام آلبانی در زبان عربی بگونه ارناوط درآمده و در ترکی این واژه معرب، شکل آرناود بخود گرفته و ترکیه‌ای‌ها آلبانی را با این نام می‌نامند.

## تاریخ

قلمرو ایلیریها.

آلبانی دارای تمدن و فرهنگ دیرینه و کهنی است. شواهد و مدارک بی‌شمار کشف شده از دوران نوسنگی، آلات و ابزار سنگی مورد استفاده قرارگرفته که متعلق به ۱۰هزار سال تا ۱۰۰هزار سال پیش بوده است. شواهد استقرار فرهنگی مهمی در دوره جدید عصر سنگ و دوره سوم عصر سنگ که بین ۲۰۰۰ سال تا ۶۰۰۰ سال قبل از میلاد مسیح دلالت می‌کند.
نیاکان آلبانیایی‌ها را قوم هندواروپایی ایلیری‌ها تشکیل می‌دهند، بعضی‌ها معتقدند که ایلیری‌ها حدود ۲۵۰۰ سال پیش از اروپای مرکزی و مشخصاً آلمان کنونی به ایلیریا شامل منطقه‌ای چندبرابر وسیع‌تر از آلبانی کنونی مهاجرت کردند. تاریخ آلبانی نشان می‌دهد که در اوایل هزاره دوم قبل از میلاد در ایلیریا مردمانی زندگی می‌کردند؛ که آن‌ها را قوم ایلیری می‌نامیم، گسترده جغرافیایی ایلیریا بسیار وسیعتر از آلبانی کنونی بوده است و اسلوونی، کرواسی، مونته‌نگرو و مقدونیه و یونان شمالی را شامل می‌شده است. در نقاط دیگر بالکان از جمله هرزگوین و مونته‌نگرو، ایلیری‌ها در مقابل مهاجمان روم و اسلاو عقب‌نشینی کردند و عمدتاً ایلیری‌ها در منطقه کنونی آلبانی ماندگار شدند. فرهنگ ایلیریایی‌ها بسیار قدیمی و از زمان سنگی متکامل شده است این فرهنگ در سرزمین آلبانی تا دوره برنز حدود سال ۲۰۰۰ پیش از میلاد مسیح بوده است. در طی سده‌های پیاپی، اندیشه، آداب و رسوم ایلیری با مسیحیت و اسلام در آلبانی پیوند خورده است.
منطقه آلبانی از دیرباز، مورد توجه قدرت‌های بزرگ بود. نخست، یونانیان در دوران پیش از ظهور مسیحیت به این منطقه حمله کردند و منطقه را تحت سلطه خود درآوردند. ایلیری‌ها در مناطق جنوبی و حاشیه دریای آدریاتیک، از یونانی‌ها شکست خوردند. یونانی‌ها، مستعمرات خود از جمله شهرهای اپیدامنوس و آپولونیا (جنوب آلبانی) را در سده هفتم پیش از میلاد بنا کردند. مبارزه ایلیری‌ها با یونانی‌ها در آب‌های دریای آدریاتیک سده‌ها ادامه داشت. دزدان دریایی ایلیر، مانع از برقراری امنیت و نظم مطلوب یونانی بودند.

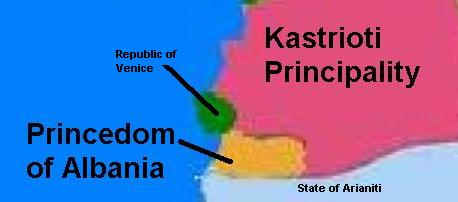
شاهزاده‌نشین آلبانی در سده پانزدهم میلادی

کشور آلبانی در دوره‌های بعد، حوزه نفوذ قدرت‌های بزرگ شد. این منطقه زمانی جزو مستعمرات امپراتوری روم غربی بود و درگیری و رقابت میان دو امپراتوری روم غربی و شرقی، بارها سرنوشت منطقه را تغییر داد. با این وجود ایلیری‌ها توانستند در مقابل حملات و تجاوزات امپراتوری‌های غربی و شرقی، اسلاوها و نهایتاً ورود ترکان عثمانی به این سرزمین، هویت تاریخی خویش را حفظ کنند. مهم‌ترین خطر آلبانی از ناحیه اسلاوها بود که از سوی امپراتوری روم شرقی حمایت می‌شدند.
حملات اسلاوها با پشتیبانی کنستانتینوپول در سده‌های ۷ تا ۹ میلادی رخ داد و به نابودی و تخریب فرهنگی و تمدنی روم کاتولیک منجر گردید. اسلاوها، به تخریب فرهنگی و تمدنی و کشتار ایلیری‌ها پرداختند. در نتیجه این حملات پیاپی، بسیاری از آلبانیایی‌ها به مناطق کوهستانی رفتند.
در سده‌های یکم و دوم پیش از میلاد، حکومت ایلیر تحت فشار شدید رومی‌ها بود، ایلیری‌ها بخش بزرگی از قلمرو خود را در هرزگوین و مونته‌نگرو از دست دادند. در سال ۱۶۸ ق. م مقر پادشاهی ایلیر در اسکودار به دست رومیان تسخیر شد و بدین ترتیب، حکومت طولانی رومی‌ها بر سرزمین کنونی آلبانی آغاز شد و تا ۴ سده بعدی ادامه داشت. رومی‌ها مستعمرات و پادگان‌های نظامی ایجاد کرده و به لاتینی‌سازی، شهرهای کناره دریای آدریاتیک پرداختند. مانوی‌گری یکی از عناصر فرهنگ شرقی بود که از طریق رم وارد آلبانی گردید. عناصر مانوی تأثیر برجسته‌ای در کلیسای بوگومیل داشتند و احتمال آن نیز است که مجموع قوانین کهن ایلیری بر مبنای قوانین و دستورهای مانوی تدوین شده باشد.

### دوره عثمانی

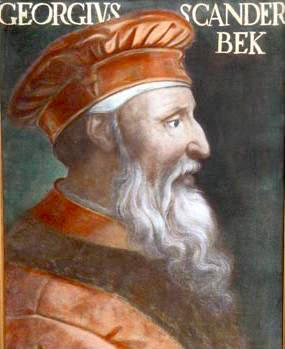
اسکندربیگ (گیرگی کاستریوتی).

تسلط عثمانی‌ها در تاریخ آلبانی طولانی‌ترین دوران استیلای حکومت خارجی بر این سرزمین است. پس از رومی‌ها، حکومت عثمانی یکی از اثرگذارترین قدرت‌های دوران تاریخ بر آلبانی می‌باشد تا سده چهاردهم که هیچ کشوری نتوانسته بود به لحاظ کوهستانی بودن برخی از مناطق مسکونی آلبانیایی بر آن‌ها سیطره و نفوذ کند، عثمانی‌ها موفق شده‌بودند بر آن مناطق دسترسی پیدا نمایند و یک حکومت مرکزی مورد علاقه خود مستقر سازند که کاملاً با آداب و رسوم قبیله‌ای مردم تفاوت داشت.
بسیاری از روشنفکران مسیحی یا روشنفکران مسلمان لاییک، با هدف ایجاد جامعه‌ای متمایز با جامعه عثمانی آلبانی، توجه زیادی به قهرمانان و شخصیت‌های مسیحی کردند. ضدیت با عثمانی به عنوان بیگانگان و متجاوزان، به طرح ادبیات ضد دینی یا مسیحیایی منجر شد. دولت کمونیستی آلبانی نیز در سال ۱۹۶۸، اسکندربیگ را قهرمان ملی اعلام کرد. اسکندربیگ قهرمان آلبانیایی است که در کودکی اسلام آورد و در دربار سلطان مراد دوم تربیت شد. سلطان بعدها او را به دلیل شجاعت و شایستگی‌های نظامی، به مقام بیک رسانید و فرماندهی قشون نظامی را بدو سپرد ولی اسکندربیک به آلبانی بازگشت و دوباره به مسیحیت گروید و نام گیرگی کاستریوتی را برگزید.
اسکندربیگ به مدت ۲۵ سال علیه عثمانی جنگید. هدف او، آزادسازی آلبانی بود. پرچم وی به رنگ سرخ با دو عقاب سیاه‌رنگ، از قدیمی‌ترین نشان‌های ایلیری بود. جمله او معروف است که خطاب به مردم گفت: «من برای شما آزادی نیاوردم، من آن را اینجا در میان شما یافتم.» او از حمایت دولت‌های مسیحی و نیز، ناپل، مجار و پاپ برخوردار بود و جزو نیروهای صلیبی مورد حمایت پاپ در بالکان شمرده می‌شد. تنها بعد از مرگ اسکندربیگ بود که راه برای عثمانی‌ها باز شد و آن‌ها توانستند منطقه را به تصرف کامل خود درآورند.
اسکندربیگ، از نظر مسیحی‌ها و مسلمان‌ها، قهرمان راستین آلبانی است. وی از مهم‌ترین شخصیت‌های کاتولیک است. توافق مسلمانان و مسیحیان آلبانی بر اسکندربیگ، نشانه خوبی برای شناخت روحیه ملی آلبانیایی‌ها است، چراکه، اکثریت جامعه آلبانی، عثمانی‌ها را متجاوز می‌دانند.
پس از آن‌که دولت عثمانی با زوال مواجه شد، دولت مستقل آلبانی در سال ۱۹۱۲ میلادی، و کلیسای ارتدوکس آلبانی به صورت مستقل اعلام موجودیت کرد. مجمع کشورهای بالکان متشکل از بلغارستان، صربستان، یونان و مونته‌نگرو که در سال ۱۹۱۲ م. (۱۲۹۱ خورشیدی) به‌وجود آمده‌بود پس از نبرد با عثمانی‌ها تا حوالی تنگه‌های بسفر و داردانل پیشروی داشتند. پس از شکاف میان کشورهای عضو مجمع کشورهای بالکان روسیه به امید دست یافتن بر تنگه‌های یادشده به صربستان قول داد تا از حق آن کشور برای دستیابی به سواحل آدریاتیک حمایت نماید. اما، اتریش که مخالف دستیابی صربستان به این دریا بود به شدت باتحقق چنین پدیده‌ای مخالفت کرد و بدین‌گونه بحرانی دیگر روابط بین‌الملل را تهدید نمود.
در سال ۱۹۱۳ م برای حل این بحران، کنفرانسی در لندن تشکیل شد که در آن به دلیل توافق دو قدرت اصلی وقت اروپا، آلمان و انگلستان، تصمیم گرفته شد که با تشکیل کشور جدید آلبانی، دست صربستان از دریا کوتاه شود و درعوض اراضی محدودی در بالکان به آن کشور داده شد، و بدین‌گونه کشور کوچک آلبانی در بخش غربی بالکان و ساحل شرقی دریای آدریاتیک پدید آمد.
آلبانی این استقلال را بیشتر مدیون کشورهایی چون ایتالیا و مقدونیه است که نمی‌خواستند صربستان قوی شود زیرا در آن زمان صربستان تلاش داشت بخش‌هایی از آلبانی را تحت تسلط خود درآورد.
پس از استقلال آلبانی تحت حمایت امپراتوری آلمان قرار گرفت و به همین دلیل در جنگ جهانی اول کشورهای فرانسه، مونته‌نگرو، صربستان، اتریش و ایتالیا آن را تا پایان جنگ تصرف کردند.

### دوره معاصر

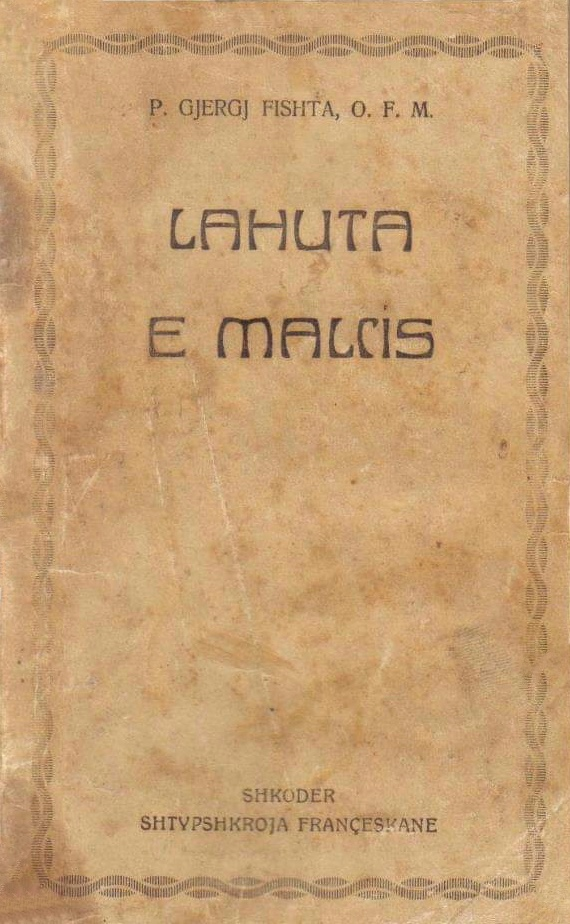
عود کوهستان شعر حماسی ملی آلبانیایی

در سال ۱۹۲۰ میلادی، جامعه آلبانی به دو بخش تقسیم شد، یک بخش از بیک‌ها و زمینداران سنتی به دور احمد بیک زوقو (زوگ اول آلبانی)، جمع شدند و در منطقه شمال و مرکز، یک حکومت محلی تشکیل دادند. از سوی دیگر با حمایت غرب، نیروهای سیاسی روشنفکر مسیحی با رهبری اسقف ارتدوکس، فان نولی در جنوب حرکتی شکل گرفت. در چنین وضعیت دوگانه سیاسی که بر آلبانی از سال ۱۹۲۰ تا ۱۹۲۴ میلادی حاکم بود، به تدریج نیروهای احمد زوق به سمت کوزوو عقب‌نشینی کردند. فان نولی، در سال ۱۹۲۴ میلادی، دولت جدید تشکیل داد. دولت فان نولی نتوانست شناسایی بین‌المللی را در پی داشته باشد و شش ماه بعد، نیروهای احمد زوقو در پی کودتایی بر دولت فان نولی پیروز شدند. دولت احمد زوقو تا سال ۱۹۳۹ میلادی توانست در آلبانی امنیت نسبی ایجاد کند ولی او با تجاوز قوای ایتالیایی به یونان گریخت.
در جنگ جهانی دوم هم آلبانی جزو نخستین کشورهایی بود که توسط آلمان اشغال شد. آلمانی‌ها آلبانی را به عنوان تبعیدگاه یهودی‌ها در نظر گرفتند و به این ترتیب آلبانی تنها کشور اروپایی است که جمعیت یهودیانش پس از جنگ جهانی دوم افزایش یافت.
علاوه بر این، بعد از اشغال کشور در سال ۱۹۴۳ توسط آلمان نازی، آلبانیایی‌ها نه تنها حاضر نشدند مدارک و اسامی یهودیان را در اختیار قوای اشغالگر بگذارند، بلکه سازمان‌های دولتی این کشور با صدور اوراق هویت جعلی تلاش کردند تا یهودیان آلبانی را محافظت کنند.
پس از آن، پنجاه سال حاکمیت کمونیسم بر کشور آلبانی این کشور را از تمامی دیگر کشورهای اروپایی منزوی نموده بود تا اینکه با فروپاشی رژیم در سال ۱۹۹۰ این کشور استقلال خود را مجدداً به‌دست‌آورد.
با از هم پاشیدن نظام کمونیست در جهان (۱۹۸۹) حزب‌های دموکراتیک جدید وارد میدان شدند و تغییر سیستم قدرت و ایجاد زمینه جدید باعث شد که آلبانی دوباره به سمت فرهنگ و فناوری غرب برود.
رژیم کمونیستی انور خوجه در سال ۱۹۹۰ فروپاشید و در سال ۱۹۹۱ جمهوری آلبانی بنیاد شد. در انتخابات مارس ۱۹۹۲ و در میان فروپاشی اقتصادی و ناآرامی‌های اجتماعی، حزب کمونیستی قدیم آلبانی یعنی حزب کار آلبانی شکست خورد. در اواخر سال ۱۹۹۶ و در پی فعالیت گروه‌هایی که از ترفندهای هرمی استفاده می‌کردند بحران اقتصادی در کشور تشدید شد و در سال ۱۹۹۷ به اوج خود رسید و کشور را با شورش مسلحانه روبه‌رو کرد. این روند کشور را با موج تازه‌ای از مهاجرت مواجه ساخت و بیشتر مهاجران به ایتالیا، یونان، سوئیس، آلمان و آمریکای شمالی رفتند.
جنگ کوزوو در سال ۱۹۹۹ بر آلبانی اثرگذار بود و شمار زیادی از آلبانیایی‌تباران کوزوو به آلبانی پناهنده شدند. آلبانی در سال ۲۰۰۹ عضو کامل پیمان آتلانتیک شمالی، ناتو شد و خواستار پیوستن به اتحادیه اروپا است.
| استقلال | آلبانی مستقل | امیرنشین آلبانی | جمهوری آلبانی | پادشاهی آلبانی | حکومت ایتالیا بر آلبانی | حکومت آلمان بر آلبانی | آلبانی سوسیالیست | جمهوری آلبانی |
| ------- | ------------ | --------------- | ------------- | -------------- | ----------------------- | --------------------- | ---------------- | ------------- |
| ۱۹۱۲    | ۱۹۱۲–۱۹۱۴    | ۱۹۱۴–۱۹۲۵       | ۱۹۲۵–۱۹۲۸     | ۱۹۲۸–۱۹۳۹      | ۱۹۳۹–۱۹۴۳               | ۱۹۴۳–۱۹۴۴             | ۱۹۴۴–۱۹۹۲        | از ۱۹۹۲       |

## جغرافیا

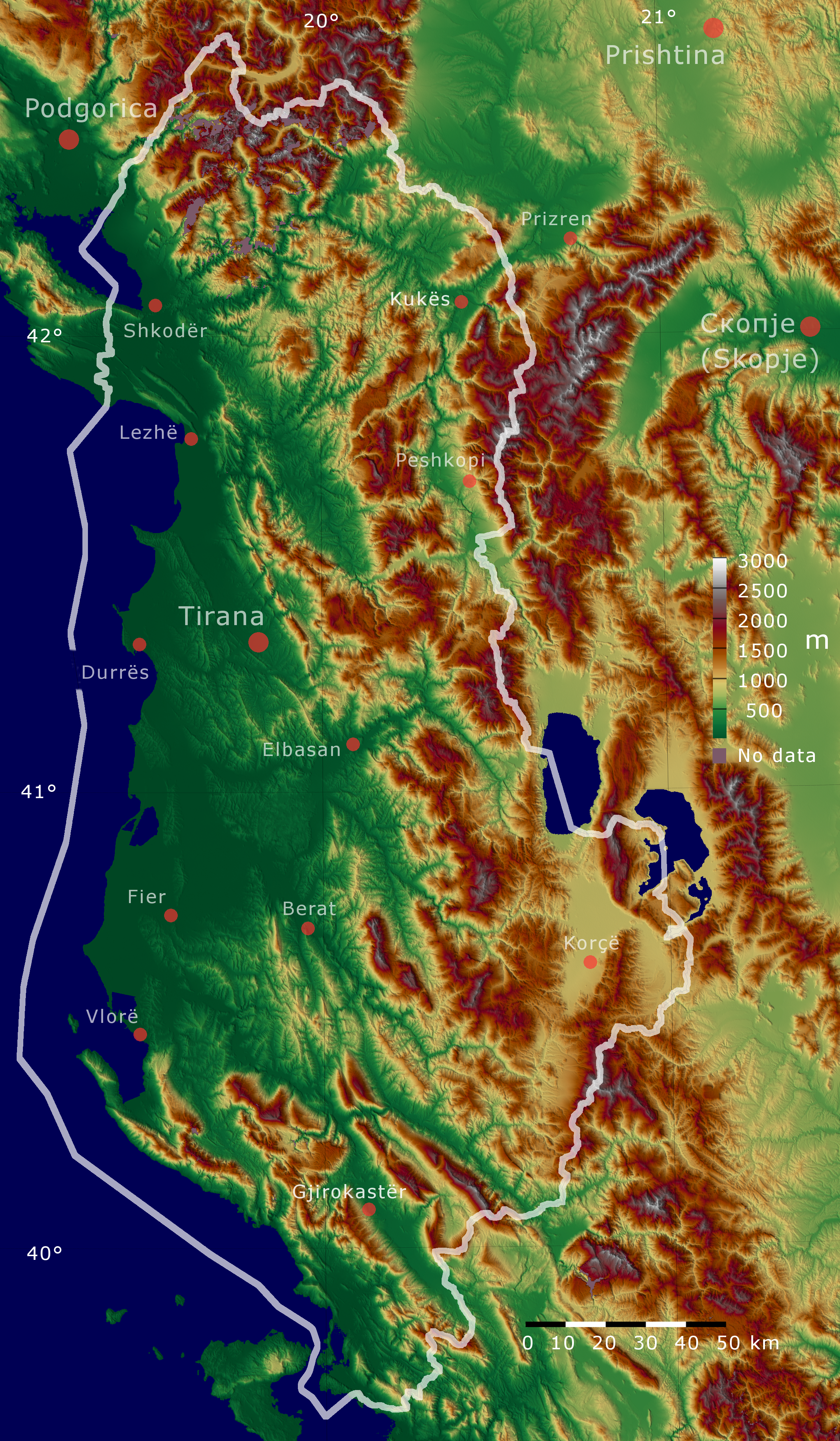
نقشه ناهمواری‌های آلبانی.

آلبانی کوچک‌ترین کشور بالکان است که از شمال غرب با مونته‌نگرو، از شمال شرق با کوزوو، از سوی خاور با مقدونیه و از طرف جنوب و جنوب شرقی با یونان همسایه است. در سمت غربی آلبانی دریای آدریاتیک و در سمت جنوب غربی آن دریای ایونی قرار گرفته‌اند.
ساحل آلبانی در تنگه اوترانتو با ساحل ایتالیا ۷۲ کیلومتر فاصله دارد.
این کشور با یونان(۲۱۲ کیلومتر)، کوزوو(۱۱۲ کیلومتر)، مقدونیه شمالی(۱۸۱ کیلومتر) و مونته‌نگرو(۱۸۶ کیلومتر) مرز مشترک دارد. همچنین دارای ۳۶۲ کیلومتر خط ساحلی است.
آلبانی بین مختصات عرض جغرافیایی ۳۸، ۲۹، ۳۹، ۴۲ از شمال و طول جغرافیایی ۱۶، ۱۹–۴، ۲۱ از شرق قرارگرفته است که تقریباً هم‌ارتفاع استوا و قطب شمال می‌باشد. وسعت آلبانی ۲۸٬۷۴۸ کیلومتر مربع و مرز آن با دریا بالغ بر ۳۱۶ کیلومتر می‌باشد. آلبانی اهمیت جغرافیائی مهمی دارد زیرا در محلی کلیدی واقع شده و کوتاه‌ترین بندرگاه از مدیترانه به بالکان و قاره آسیا است.
پهنای کشور از شرق به غرب تنها ۱۴۸ کیلومتر (۹۲ مایل) است، در حالی که از شمال به جنوب حدود ۳۴۰ کیلومتر است. شمالی‌ترین نقطه آلبانی ورموش و جنوبی‌ترین نقطه این کشور کُنیسپل است. غربی‌ترین نقطه نیز جزیره سازان و شرقی‌ترین محل کشور ورنیک است.
آلبانی آب و هوای نسبتاً معتدلی دارد. تابستان‌ها هوا گرم و خشک و زمستان‌ها هوا سرد و مرطوب است. اغلب خاک این کشور را کوه و تپه پوشانده است.

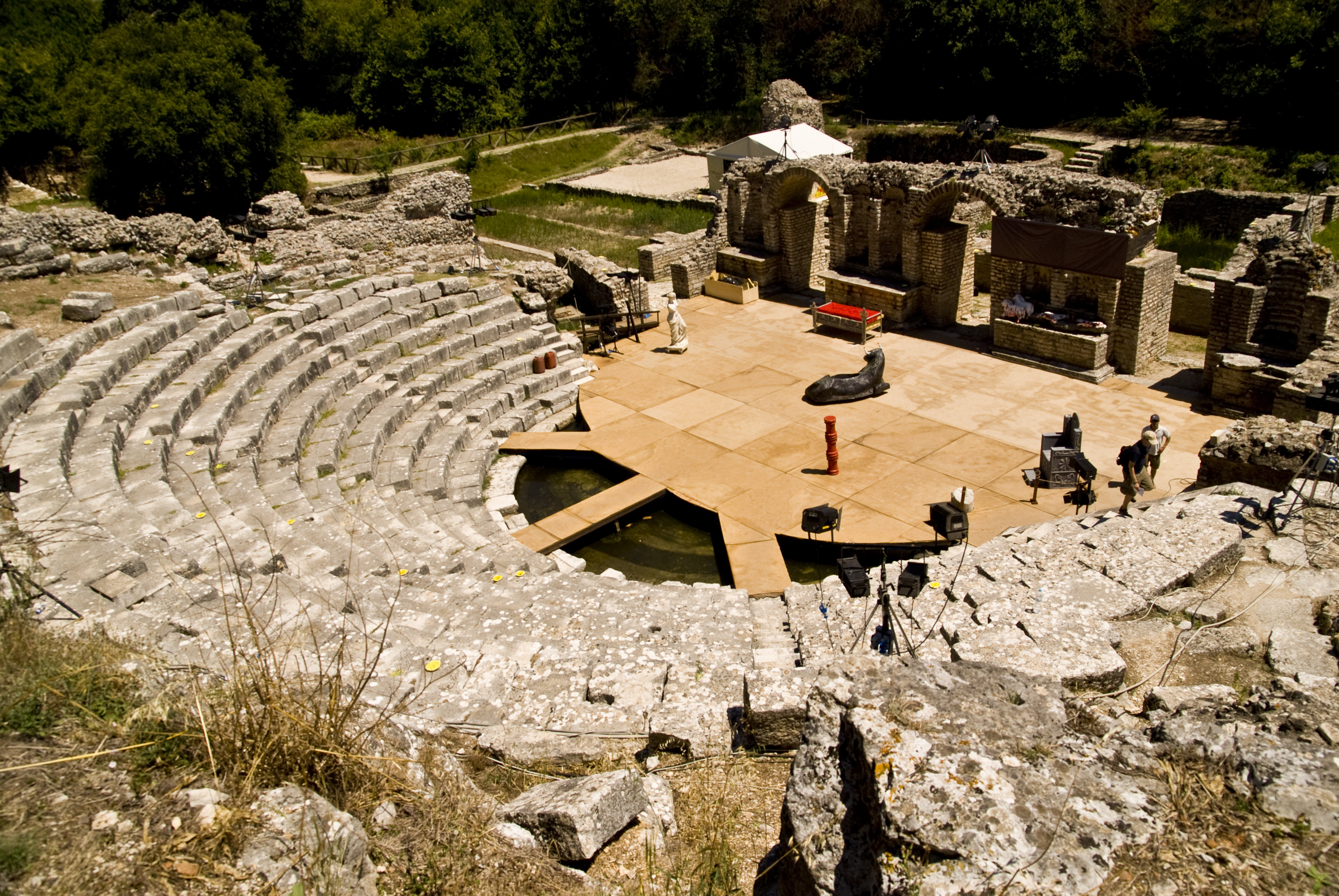
پارک ملی بوترینت

برای یک کشور کوچک، آلبانی کوه و تپه‌های زیادی دارد که در سراسر طول و عرض کشور در جهت‌های مختلف کشیده شده‌اند. گسترده‌ترین رشته‌کوه‌ها عبارتند از: کوه‌های آلبانی در شمال، کوه‌های کوراب در شرق، کوه‌های پیندوس در جنوب شرق، کوه‌های سرائونی در جنوب غربی و کوه‌های اسکندربیگ در مرکز. بلندترین نقطه آلبانی کوه کوراب با ارتفاع ۲٬۷۶۴ است.
یکی از ویژگی‌های قابل توجه این کشور، وجود چندین دریاچه مهم در آن است. دریاچه اشکودر بزرگ‌ترین دریاچه در جنوب اروپا است و در شمال غربی خاک آلبانی واقع شده است. در جنوب شرقی کشور نیز دریاچهٔ اوهرید جای گرفته که یکی از قدیمی‌ترین دریاچه‌های جهان با عمر پیوسته است. جنوبی‌تر از آن نیز دریاچه‌های بزرگ و کوچک پرس پا قرار دارند که ارتفاع موقعیت آن‌ها از بالاترین‌ها در بالکان است.
رودخانه‌های کشور بیشتر از شرق آلبانی سرچشمه می‌گیرند و به دریای آدریاتیک در غرب جاری می‌شود. طولانی‌ترین رودخانه کشور، درین است. ویوس نیز یکی از آخرین سیستم‌های بزرگ رودخانه‌ای بکر در اروپا است.

### تقسیمات کشوری

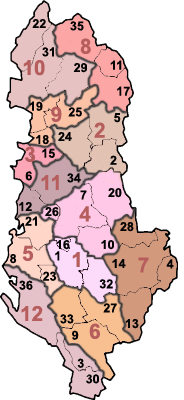
منطقه‌ها و استان‌های درون آن‌ها در نقشه آلبانی

کشور آلبانی به ۳۶ استان بخش شده است. برخی از استان‌ها با هم تشکیل یک ناحیه می‌دهند. در آلبانی ۱۲ سامان وجود دارد.
پایتخت آلبانی یعنی شهر تیرانا وضعیتی جدا و ویژه دارد. استان‌های آلبانی از این قرارند:
| - ۱ بِرات - ۲ بولچیزه - ۳ دِلوینه - ۴ دِوُول - ۵ دیبِر - ۶ دراج - ۷ البسان - ۸ فیِر - ۹ جیروکاستِر - ۱۰ گِرامْش - ۱۱ هاس - ۱۲ کاوایه | - ۱۳ کولونیه - ۱۴ کورچه - ۱۵ کرویه - ۱۶ کوچوُوه - ۱۷ کوکس - ۱۸ کوربین - ۱۹ لِژه - ۲۰ لیبراژد - ۲۱ لوشنیه - ۲۲ مالِسی-اِ-ماده - ۲۳ مالاکاستر - ۲۴ مات | - ۲۵ میردیته - ۲۶ پِچین - ۲۷ پِرمِت - ۲۸ پوگرادِتس - ۲۹ پوکه - ۳۰ سارانده - ۳۱ اِشکودِر - ۳۲ اِسکراپار - ۳۳ تِپِلِنه - ۳۴ تیرانا - ۳۵ تروپویه - ۳۶ وِلوره |  |

## سیاست

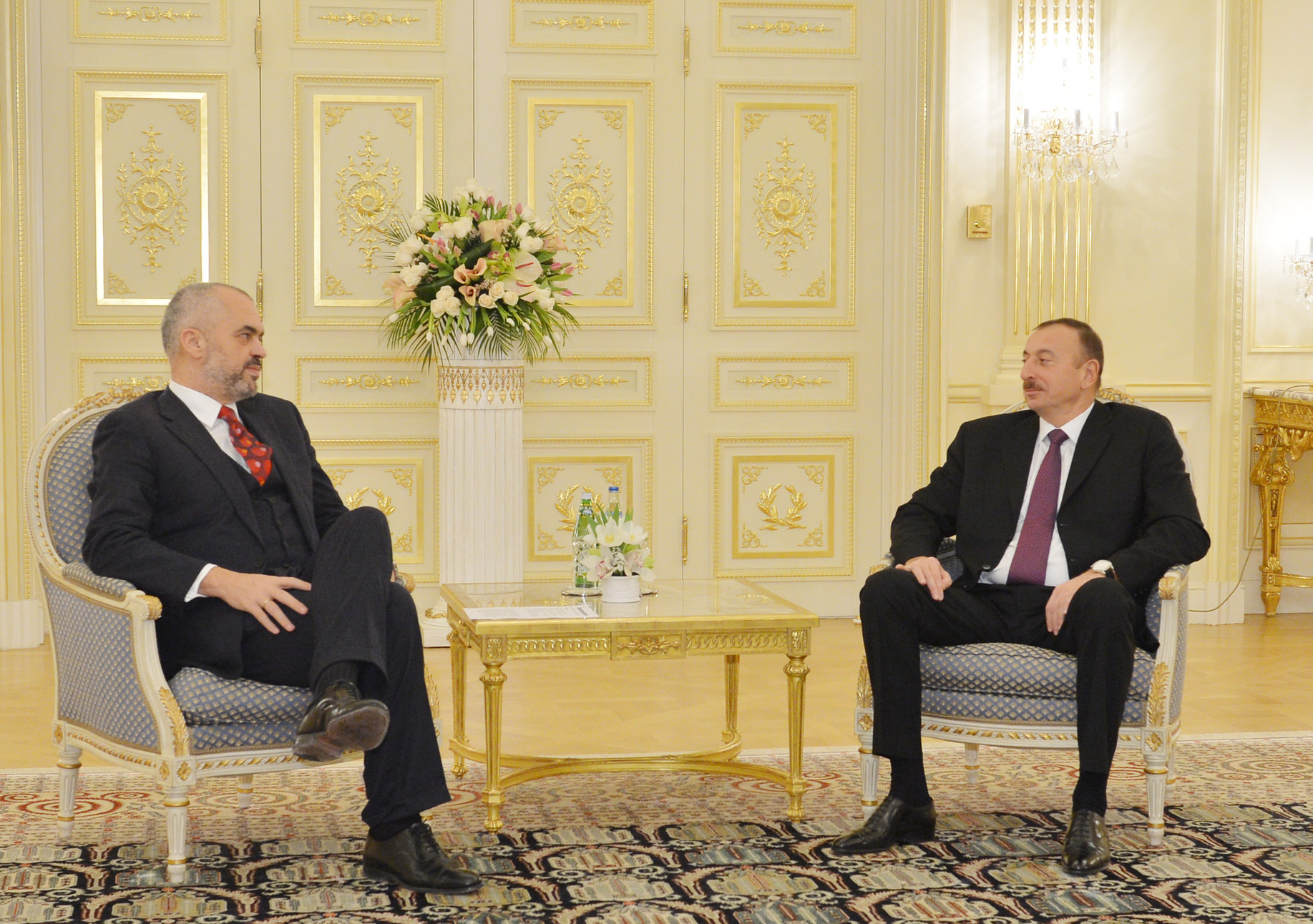
ادی راما نخست‌وزیر آلبانی و الهام علی‌اف رئیس‌جمهور جمهوری آذربایجان

آلبانی «توافقنامه ثبات و همکاری» (SAA) با اتحادیه اروپا را که گام نخست برای درخواست عضویت به‌شمار می‌رود در ژوئن سال ۲۰۰۶ امضا کرده، اما اروپا به آلبانی توصیه کرده بود تا پیش از انتخابات پارلمانی در ۲۸ آوریل درخواست خود را ارائه نکند به همین دلیل این کشور درخواست خود را پس از تاریخ مذکور ارائه داد.
جمهوری آلبانی یک دموکراسی پارلمانی است که بر پایه قانون اساسی که در سال ۱۹۹۸ اصلاح شد بنا شده است. انتخابات این کشور هر چهار سال یک‌بار برگزار می‌شود و در ژوئن ۲۰۰۲ آلفرد مویسیو به ریاست‌جمهوری برگزیده شد و جایگزین رجب میدانی گشت.
سالی بریشا از اعضای پیشین حزب کمونیست آلبانی و رهبر حزب دموکراتیک، در انتخابات ژوئیه ۲۰۰۵ بار دیگر به قدرت رسید.
سالی بریشا، نخست‌وزیر کنونی و رئیس‌جمهور پیشین آلبانی در هزاره جدید با هدف غلبه بر کمونیست‌ها پا به عرصه قدرت گذاشت. او با وعده وارد کردن آلبانی به ناتو و اتحادیه اروپا در انتخابات به پیروزی رسید. رئیس‌جمهوری کنونی آلبانی، بامیر توپی، در ژوئیه ۲۰۰۷ توسط پارلمان برگزیده شد.

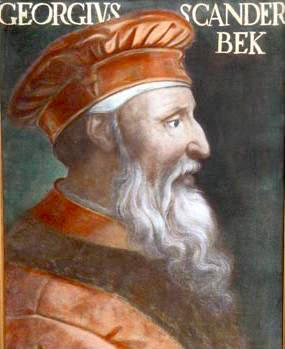
اسکندربیگ (۱۴۰۵–۱۴۶۸)
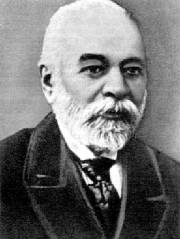
اسماعیل کمالی، قهرمان استقلال آلبانی (۱۹۱۲–۱۴)
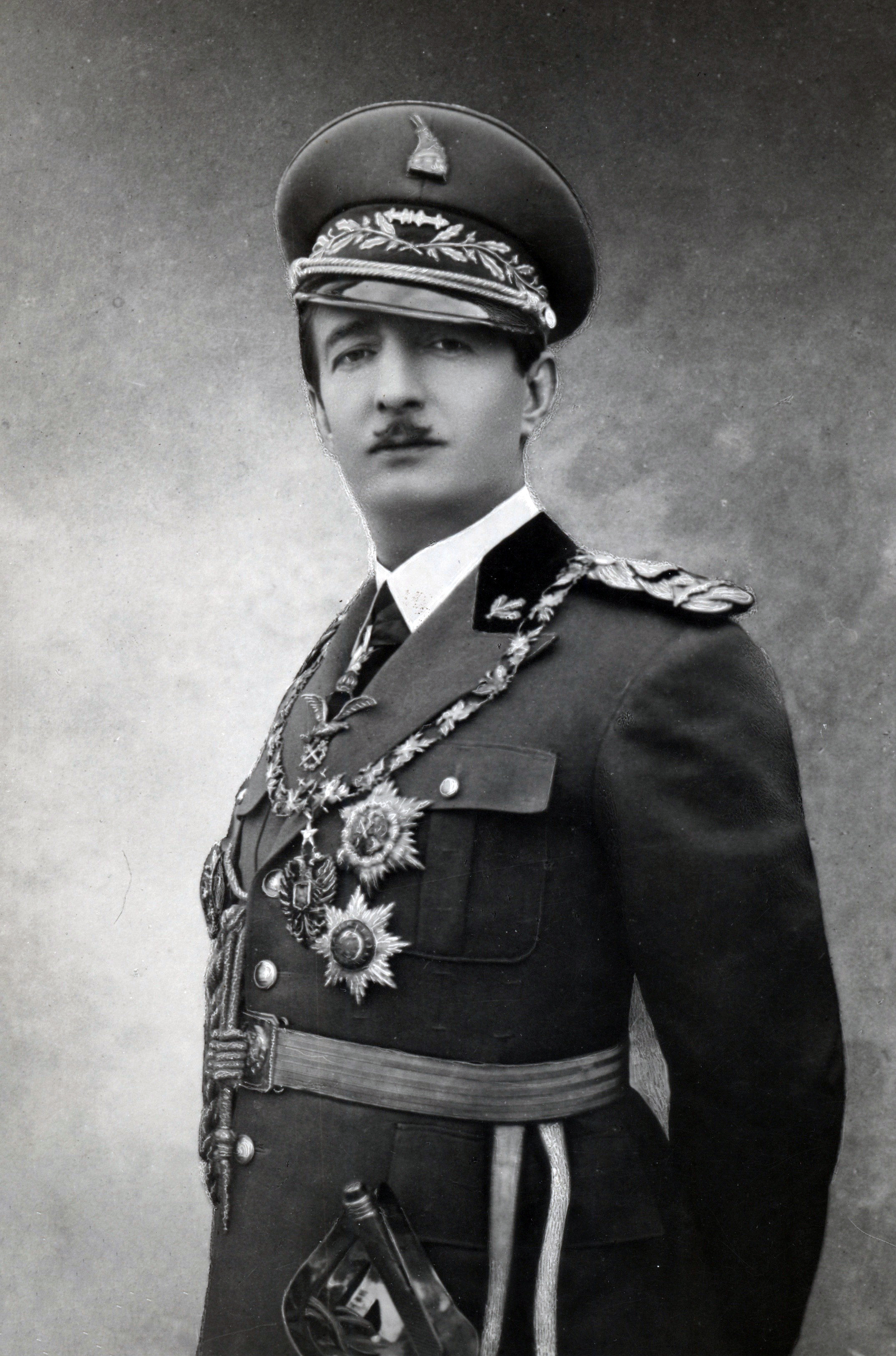
زوگ آلبانی رئیس‌جمهور (۱۹۲۵-۲۸) و پادشاه (۱۹۲۸-۳۹)
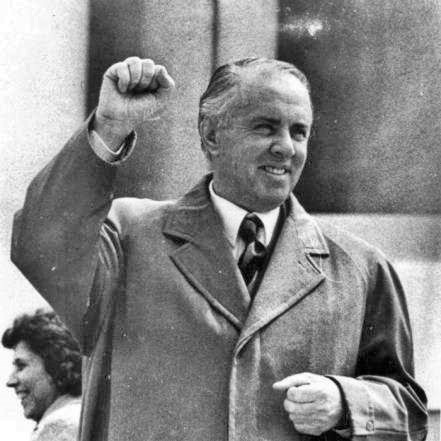
انور خوجه
(۱۹۴۴–۱۹۸۵)

## اقتصاد
اقتصاد آلبانی بیشتر به کشاورزی و صادرات کروم متکی می‌باشد. آلبانی دارای منابع طبیعی همچون معادن زغال سنگ و فلزاتی چون کروم، مس و نیکل است.
مهم‌ترین محصول کشاورزی کشور گندم است و کشاورزی یکی از شغل‌های پررونق آلبانی می‌باشد. آلبانی به لحاظ تولید کرومیت در جهان مقام سوم را دارا می‌باشد.
وجود کوهستان‌های زیاد، و هوای مناسب و در نتیجه چراگاه‌های سرسبز موجب رونق دامپروری در این کشور گشته است، محصولات کشاورزی آن شامل غلات، نیشکر، توتون و سیب‌زمینی می‌باشد. صنایع نساجی، چرمسازی، غذائی، فلزی، شیمیائی و الکتریکی در آلبانی استقرار یافته‌اند.
آلبانیایی‌ها به‌دلیل بیکاری و به منظور بهبود شرایط زندگی مهاجرت زیادی به دیگر کشورها می‌کنند. مرکز اصلی آلبانیایی‌های کاتولیک شهر دیترویت در آمریکا است که از اوایل سده بیستم، به تدریج شاهد مهاجرت آلبانیایی‌ها است.
تولید ناخالص داخلی این کشور ۱۹٫۷۶ میلیارد دلار است که ۲۱٫۷ درصد آن در بخش کشاورزی، ۲۰٫۳ درصد در بخش صنعت و ۵۸ درصد در بخش خدمات تولید می‌شود. درآمد ناخالص ملی (GNI) به ازای هر نفر ۴۳۲۰ دلار است.
نیروی کار این کشور را یک میلیون و ۹۰ هزار نفر تشکیل می‌دهد که البته ۳۵۲ هزار مهاجر نیز در این کشور به عنوان نیروی کار مشغول فعالیت هستند.
بر اساس آمارهای رسمی نرخ بیکاری در این کشور ۱۳ درصد است اما برخی منابع تا ۳۰ درصد هم گزارش کرده‌اند. یک چهارم جمعیت این کشور زیر خط فقر زندگی می‌کنند. نرخ تورم در این کشور سه درصد است.
فراورده‌های صادراتی این کشور شامل منسوجات و پاپوش، آسفالت، آهن و سنگ آهن، نفت خام، سبزیجات، میوه و تنباکو است که به کشورهای ایتالیا (۶۷٫۷ درصد)، صربستان و مونته‌نگرو (۵٫۸ درصد) و یونان (۴٫۵ درصد) صادر می‌شود.
واردات این کشور شامل ماشین‌آلات و تجهیزات، مواد غذایی، منسوجات و مواد شیمیایی است که از کشورهای ایتالیا (۳۲٫۱ درصد)، یونان (۱۷٫۷ درصد)، ترکیه (۸٫۱ درصد) و آلمان (۷٫۵ درصد) وارد می‌شود.
مجموع صادرات این کشور در سال ۲۰۱۵ حدود ۱٫۹۳ میلیارد دلار و واردات هم معادل ۴٫۳۲ میلیارد دلار بوده است.
آلبانی سالانه بیش از چهار میلیارد کیلووات ساعت برق تولید می‌کند که به‌طور کامل توسط نیروگاه‌های آبی تولید می‌شود.

## مردم

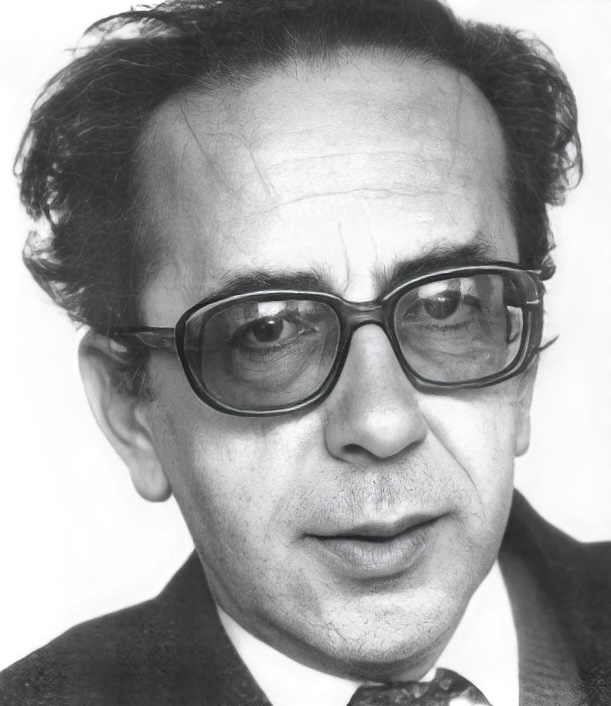
اسماعیل کاداره از نویسندگان مشهور آلبانی

بیشینه آلبانیایی‌ها از تیرهَ آلبانیایی هستند و به زبان آلبانیایی سخن می‌گویند که شاخه‌ای مستقل از زبان‌های هندواروپایی است. گویشوران این زبان به دو گویش توسک (Tosk) و گگ (Gheg) سخن می‌گویند. در آلبانی اقلیت‌هایی از نژادهای یونانی، صرب، مقدونی، بلغار، بوسنیایی، ایتالیایی، ولاش و کولی زندگی می‌کنند. ۹۵ درصد مردم این کشور از تبار آلبانیایی و بقیه بیشتر یونانی.
۵۲٫۲ درصد جمعیت ساکن مناطق شهری و ۴۷٫۸ درصد روستایی هستند.
امید به زندگی مردان در آلبانی ۷۴ سال و زنان ۸۰ سال است.

### ایرانیان

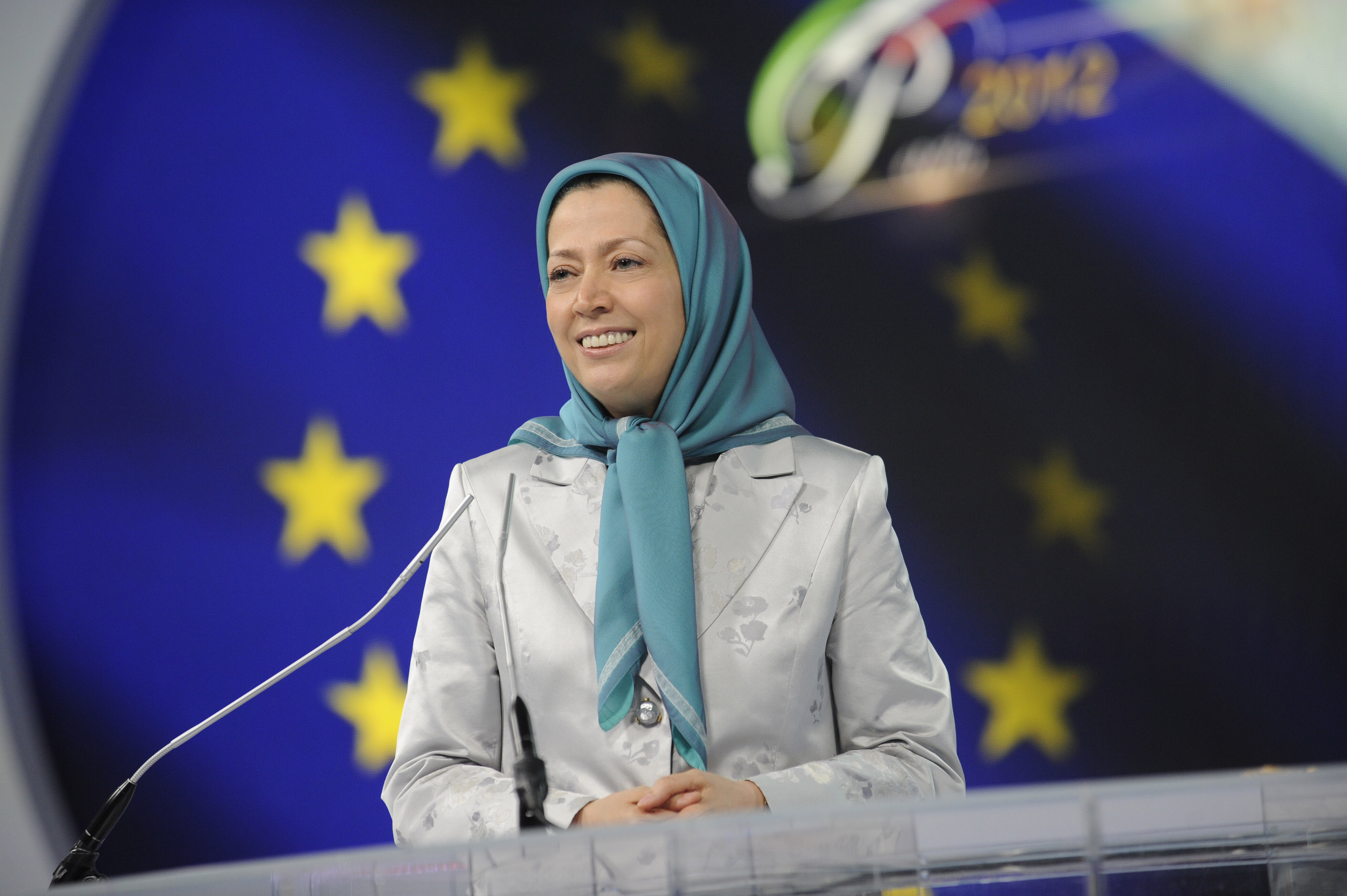
مریم رجوی درحال سخنرانی در شورای ملی مقاومت ایران واقع در تیرانا، آلبانی

تعدادی از اعضای سازمان مجاهدین خلق ایران پس از اخراج از عراق در این کشور اسکان داده شدند.
هیئت وزیران آلبانی در مورد قطع روابط دیپلماتیک با جمهوری اسلامی ایران تصمیم‌گیری و ۱۶ شهریور ۱۴۰۱ در واکنش به حمله سایبری با ایران قطع رابطه کرد.

### آلبانیایی‌های کانادا
شهروندان کانادا از تبار آلبانیایی یا افراد آلبانیایی مقیم کانادا نسبت به تعداد ۲۲٬۳۹۵ نفر در سرشماری سال ۲۰۰۶ افزایش یافته است.

## فرهنگ

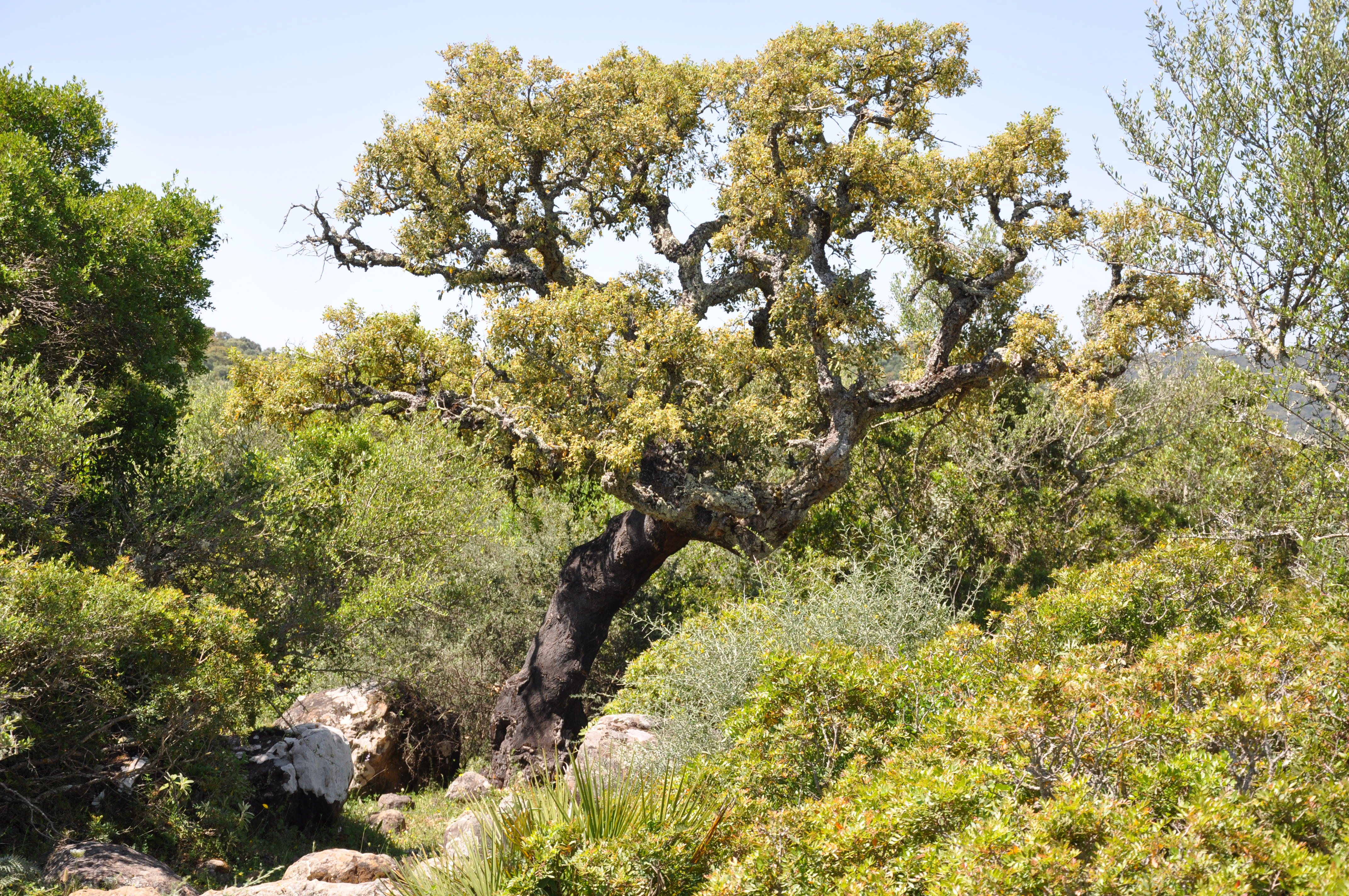
زیتون به عنوان درخت ملی آلبانی

در دورهٔ معاصر، پس از عقب‌نشینی عثمانی‌ها دو گرایش ملی در میان آلبانیایی‌ها شکل گرفت. یک گرایش به دنبال زنده‌سازی ملی‌گرایی پیش از اسلام با ویژگی‌های مسیحی آن بود. گرایش دوم رویکردی به ملی‌گرایی پیش از اسلام داشت و بر هویت ایلیری، مسیحی و اسلامی تأکید می‌ورزید. هویت ایلیری برای مسلمانان و مسیحیان ملی‌گرا مهم‌تر از دین بود.

### دین

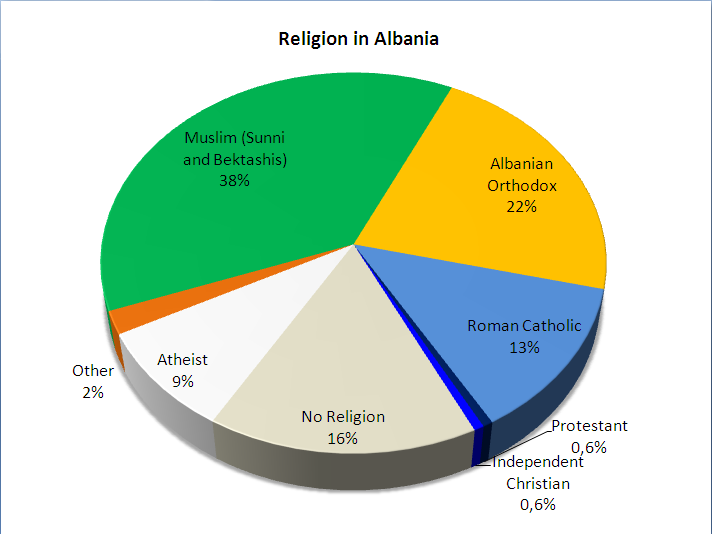
نمودار دایره‌ای از درصد ادیان در آلبانی

از سال ۱۹۶۷ رژیم کمونیستی مذهب را در این کشور ممنوع کرده بود و کلیساها، مساجد و اماکن مذهبی را به مراکز خرید و باشگاه‌های ورزشی تبدیل کرده بود.
بر اساس سرشماری سال ۲۰۱۱ آلبانی ۵۶٫۷ درصد مردم این کشور مسلمان و ۱۷٫۰۶ درصد مسیحی (۱۰ درصد ارتدوکس و ۷ درصد کاتولیک) هستند و ۲۴ درصد نیز بی‌دین هستند یا از مذهب دیگری پیرو می‌کنند. البته کلیسای ارتدوکس این سرشماری را رد کرده و معتقد است ۲۴ درصد مردم کشور ارتدوکس هستند. پیش از جنگ جهانی دوم حدود ۷۰ درصد مردم مسلمان، ۲۰ درصد ارتدوکس و ۱۰ درصد کاتولیک بودند. یک تحقیق در سال ۲۰۰۲ نشان داده فقط ۳۹ درصد مردم آلبانی معتقدند مذهب نقشی مهم در زندگی دارد. تحقیق دیگری در سال ۲۰۱۲ هم نشان می‌دهد حدود ۶۵ درصد از مسلمان کشور به هیچ فرقه‌ای، اعم از شیعه یا سنی تعلق ندارند و در برابر این پرسش که آیا سنی هستند یا شیعه، از هر ۱۰ مسلمان آلبانیایی، شش نفرشان جواب دادند که «فقط مسلمان» هستند.
احمد شهید کارشناس آزادی مذهبی سازمان ملل در سفری که ماه مه ۲۰۱۷ به آلبانی داشت هماهنگی بین المذاهب در این کشور را ستود و آن را نمونه‌ای برای سایر کشورها خواند. وی گفت: «آلبانی یک مدل از هماهنگی موزون مذهبی است که در میان ۳ میلیون جمعیت، اکثریتی مسلمان دارد و جوامع مسیحی ارتدکس و کاتولیک را شامل می‌شود.»